# Ботанічний сад Карлсруе
Ботанічний сад Карлсруе (нім. Botanischer Garten Karlsruhe) — ботанічний сад у місті Карлсруе, Німеччина, розташований на околиці палацового парку на захід від Палацу Карлсруе.
Історичні будівлі оранжереї, теплиці, зимовий сад та Кунстгалле, а також Баумгартен-Бау будівлі Конституційного суду Німеччини захищають його від шуму та суєти міста.
Нині ботанічний сад відкритий для відвідувачів як зелена оаза посеред міста Карлсруе.

## Історія

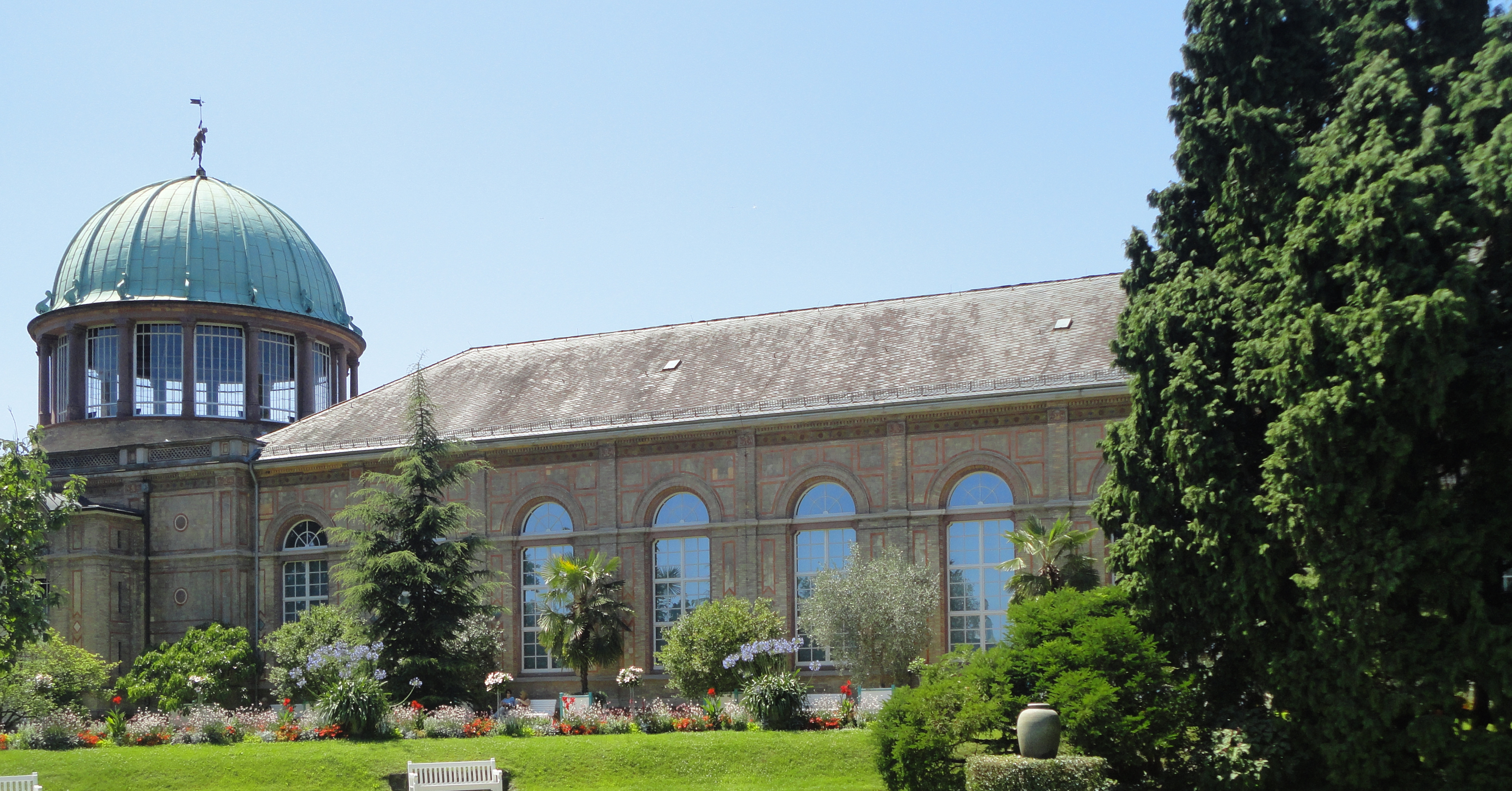
Оранжерея та Кунстгалле (Карлсруе)

Ботанічний сад був закладений маркграфом Карлом III Вільгельмом Баден-Дурлахським (1679—1738).
Він наказав спорудити між двома крилами замку «княжий сад задоволень» з чудовими оранжереями, садами з квітковими та скляними будинками, вольєрами та гротами.
Приблизно в 1800 р. маркграф Карл Фрідріх Баденський вирішив перетворити «сад задоволень» і палацовий парк в англійському стилі.
Таким чином, було прийнято рішення, на захід від замку на нинішньому місці створити новий ботанічний сад.
За планами Фрідріха Вайнбреннера в 1808 році створили красивий сад з оранжереєю, різними спорудами, а також відповідною відкритою місцевістю
.
Будинки були дерев'яні і вже за деякий час були пошкоджені.
У 1850-х роках великий герцог Фрідріх I (1826—1907) ініціював нове будівництво всіх будинків для вирощування рослин за планами Генріха Гюбша.
Ці будівлі здебільшого збереглися до наших днів.
Тут представлені рослини, які частково вражають своєю рідкістю, своїм ростом, барвистістю або своїм віком любителів рослин.
Також на відкритому ґрунті можна побачити деякі рідкісні види рослин з XIX століття, які створюють чудовий ансамбль, змішуючись із посадками нових рослин.